# Rimbach (Oberpfalz)
Rimbach este o comună aflată în districtul Cham, landul Bavaria, Germania.